# Tischtennisweltmeisterschaft 1928
Die 2. Tischtennisweltmeisterschaft fand vom 25. bis 29. Januar 1928 in Stockholm (Schweden) statt – zwar war diese Veranstaltung turnusmäßig bereits für das Jahr 1927 geplant, aber dies scheiterte an organisatorischen Schwierigkeiten.
Das Turnier begann in der Boxhalle in Tjärhofsgatan, musste aber wegen des großen Zuschauerandrangs in einen Zirkus umziehen.
Neun Mannschaften waren am Start. Am Ende waren drei Mannschaften punktgleich an der Spitze, nämlich England, Österreich und Ungarn. Die Entscheidungsrunde gewann schließlich Ungarn und wurde damit wieder Mannschafts-Weltmeister.
Auffallend: Auf den ersten drei Plätzen landeten die gleichen Mannschaften wie bei der 1. Weltmeisterschaft. Die neu hinzugekommenen Nationen Lettland und Schweden schlugen sich gut und belegten die Plätze 4 und 5.
Im Einzel verteidigte die Ungarin Mária Mednyánszky ihren Titel. Nur bei den Herren gab es mit Zoltán Mechlovits einen neuen Weltmeister.

## Abschneiden der Deutschen
Die deutsche Mannschaft belegte erneut Platz 7, wurde aber diesmal nicht letzter. Es gelangen Siege über Indien (5:4) und Wales (5:3). Erika Metzger wurde Vizeweltmeisterin im Einzel und im Mixed mit dem Ungarn Dániel Pécsi.

## Wissenswertes
- Die Ausrichtung der WM wurde von dem Schweden Torsten Tegner organisiert.[1]
- Auf dem ITTF-Kongress wurde die Zählweise von 21 Punkten pro Satz mit großer Mehrheit für alle Nationen verbindlich vorgeschrieben.[2]

## Ergebnisse
| Wettbewerb        | Rang | Sieger                                                                                           |
| ----------------- | ---- | ------------------------------------------------------------------------------------------------ |
| Mannschaft Herren | 1.   | Ungarn (László Bellák, Sándor Glancz, Roland Jacobi, Zoltán Mechlovits, Dániel Pécsi)            |
| Mannschaft Herren | 2.   | Österreich (Robert Thum, Paul Flußmann, Munio Pillinger, Alfred Liebster)                        |
| Mannschaft Herren | 3.   | England (Charles Allwright, C.G. Mase, Charles Bull, Adrian Haydon, Fred Perry)                  |
| Mannschaft Herren | 4.   | Lettland (Rosenthal I (Captain), Rosenthal II, Mordecai Finberg, Arnold Oschin)                  |
| Mannschaft Herren | 5.   | Schweden (Valter Kolmodin, Ragner Soederholz, Hille Nilsson, Manne Stridh, Folke Pettersson)     |
| Mannschaft Herren | 6.   | Tschechoslowakei (Fritz Nikodem, Antonin Malecek, Kurt Heller, Erwin Fleischmann)                |
| Mannschaft Herren | 7.   | Deutschland (D.Baumgarten, Herbert Caro, Heribert Haensch, Hans-Georg Lindenstaedt, Paul Mendel) |
| Mannschaft Herren | 8.   | Wales (Solly Stone, Cyril Mossford, Trevor Coles, Hedley Penny, Herbert Geen)                    |
| Mannschaft Herren | 9.   | Indien (R.G. Suppiah, H.N. Bhorucha, S.A. Ismael)                                                |
| Mannschaft Damen  |      | entfällt                                                                                         |
| Herren Einzel     | 1.   | Zoltán Mechlovits – HUN                                                                          |
| Herren Einzel     | 2.   | László Bellák – HUN                                                                              |
| Herren Einzel     | 3.   | Alfred Liebster – AUT                                                                            |
| Herren Einzel     | 3.   | Paul Flußmann – AUT                                                                              |
| Damen Einzel      | 1.   | Mária Mednyánszky – HUN                                                                          |
| Damen Einzel      | 2.   | Erika Metzger – GER                                                                              |
| Damen Einzel      | 3.   | Doris Gubbins – WAL                                                                              |
| Damen Einzel      | 3.   | Joan Ingram – ENG                                                                                |
| Herren Doppel     | 1.   | Alfred Liebster/Robert Thum – AUT                                                                |
| Herren Doppel     | 2.   | Charles Bull/Fred Perry – ENG                                                                    |
| Herren Doppel     | 3.   | László Bellák/Sándor Glancz – HUN                                                                |
| Herren Doppel     | 3.   | Roland Jacobi/Zoltán Mechlovits – HUN                                                            |
| Damen Doppel      | 1.   | Fanchette Flamm/Mária Mednyánszky – AUT/ HUN                                                     |
| Damen Doppel      | 2.   | Doris Gubbins/Brenda Sommerville – WAL/ENG                                                       |
| Damen Doppel      | 3.   | Joan Ingram/Winifred Land – ENG                                                                  |
| Mixed             | 1.   | Zoltán Mechlovits/Mária Mednyánszky – HUN                                                        |
| Mixed             | 2.   | Dániel Pécsi/Erika Metzger – HUN/GER                                                             |
| Mixed             | 3.   | Charles Bull/Joan Ingram – ENG                                                                   |
| Mixed             | 3.   | Fred Perry/Winifred Land – ENG                                                                   |

## Medaillenspiegel
| Rang  | Land            | Gold | Silber | Bronze | Gesamt |
| ----- | --------------- | ---- | ------ | ------ | ------ |
| 1     | Ungarn          | 4,5  | 1,5    | 3      | 9      |
| 2     | Österreich      | 1,5  | 1      | 2      | 4,5    |
| 3     | England         | 0    | 1,5    | 5      | 6,5    |
| 4     | Deutsches Reich | 0    | 1,5    | 0      | 1,5    |
| 5     | Wales           | 0    | 0,5    | 1      | 1,5    |
| Total | Total           | 6    | 6      | 10     | 22     |